# Sulgrave
Sulgrave è un villaggio inglese del Northamptonshire ubicato a circa 130 km a nord-ovest di Londra. 
La località è nota per essere il luogo di provenienza di John Washington, trisnonno del 1º presidente degli Stati Uniti George Washington, che nel 1656 emigrò con la famiglia nella Colonia della Virginia. 
Vi è ancora presente la casa di John Washington, Sulgrave Manor, ristrutturata nel 1920.

## Collegamenti esterni

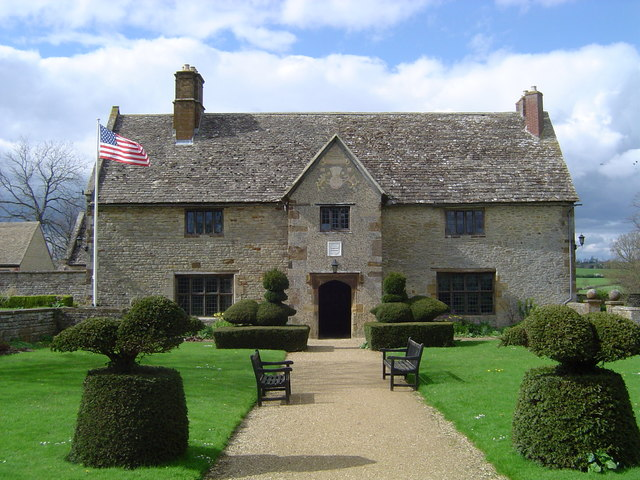
Sulgrave Manor